# Street Profits
The Street Profits là một nhóm đô vật đồng đội đấu vật chuyên nghiệp bao gồm Angelo Dawkins và Montez Ford, hiện tại đang biểu diễn ở WWE trên thương hiệu SmackDown.
Họ từng ba lần vô địch đồng đội tại WWE, bao gồm Raw, SmackDown và NXT Tag Team Championship, khiến họ trở thành một trong hai đội duy nhất (đội còn lại là The Revival) từng giành Tag Team Triple Crown Champion trong lịch sử WWE.

## Lịch sử

### WWE

#### Thời gian đầu (2016-2019)
Đội của Angelo Dawkins và Kenneth Crawford ra mắt vào ngày 16 tháng 3 năm 2016 trong tập phim WWE NXT (phát sóng ngày 21 tháng 1), nơi họ đã đánh bại The Hyde Bros. Đội sẽ tiếp tục làm việc tại house shows.
Vào ngày 12 tháng 7 năm 2017 trong tập phim NXT, Crawford (giờ đổi tên thành Montez Ford) và Dawkins bắt đầu xuất hiện họa tiết hàng tuần như là Street Profits. Vào ngày 9 tháng 8 trên tập phim NXT, họ trở lại và đánh bại The Metro Brothers. The Street Profits sẽ tiếp tục chiến thắng, đánh bại những đội được yêu thích như The Ealy Twins, Riddick Moss và Tino Sabbatelli, và một số đô vật khác. Vào ngày 17 tháng 1 năm 2018, Street Profits chịu đựng trận thua đầu tiên trước The Authors of Pain (AOP) (Akam và Rezar), không giành được đai trong trận tranh NXT Tag Team Championship tại NXT TakeOver: Philadelphia. Sau đó, họ tham gia Giải đấu đồng đội Dusty Rhodes Classic, nơi họ sẽ đánh bại Heavy Machinery trong vòng một, nhưng bị loại bởi AOP trong vòng bán kết. The Street Profits một lần nữa tham gia Giải đấu đồng đội Dusty Rhodes Classic, nhưng bị đánh bại bởi Moustache Mountain trong vòng đầu tiên.
Vào ngày 1 tháng 5 năm 2019 trên tập phim NXT, The Viking Raiders (Erik và Ivar) bỏ trống đai đồng đội NXT, nhưng ngay lập tức bị thách thức bởi Street Profits. Trận đấu kết thúc trong một trường hợp không đủ tiêu chuẩn sau khi The Forgotten Sons và Oney Lorcan và Danny Burch bị liên luỵ. Một trận đấu đồng đội thang bốn người cho đai đồng đội NXT, sau đó được lên kế hoạch cho NXT TakeOver: XXV giữa Street Profits, Lorcan và Burch, The Forgotten Sons, The Undisputed Era (Bobby Fish, Kyle O'Reilly). Tại NXT TakeOver: XXV, họ lần đầu tiên thắng đai đồng đội NXT. Vào ngày 10 tháng 7 tại tập phim NXT, Street Profits có lần bảo vệ đai thành công đầu tiên của họ trước Lorcan và Burch, nhưng vào ngày 15 tháng 8 trên taping NXT, họ đã để mất đai đồng đội NXT cho Fish và O'Reilly.

#### Nhà vô địch đồng đội (2019-hiện tại)
Bắt đầu vào ngày 1 tháng 7, The Street Profits bắt đầu xuất hiện trên WWE Raw trong suốt phân khúc hậu trường đa dạng, hành động nói rằng thực hiện theo thứ tự xuất hiện khán giả trẻ. Nó được làm rõ bởi Dave Meltzer rằng đội sẽ vẫn ở lại dàn sao NXT và rằng điều này không phải việc chuyển chính thức sang Raw. Vào ngày 11 tháng 10, trong suốt WWE Draft, Street Profits được chuyển sang Raw, chính thức đưa họ sang thương hiệu. Vào ngày 21 tháng 10 phiên bản Raw, Street Profits đánh bại Luke Gallows và Karl Anderson trong trận ra mắt của họ. Tại Survivor Series, Street Profits hoàn thành trong trận Battle Royal Đồng đội Liên thương hiệu 10-người, nơi họ đã loại đội cuối cùng để chiến thắng, Robert Roode và Dolph Ziggler. Tại Starrcade, và với Ric Flair trong góc của họ, Street Profits đánh bại Gallows và Anderson.
Vào ngày 9 tháng 12 trong tập phim Raw, Street Profits đã trả lời việc mở thử thách tranh đai được ban hành bởi WWE Raw Tag Team Championship The Viking Raiders, nơi The Viking Raiders bảo toàn thành công. Bốn tuần sau, Street Profits đã đưa ra một phát súng khác cho đai đồng đội của The Viking Raiders, thời gian này trong trận đấu ba người cũng liên quan tới Gallows và Anderson nơi Viking Raiders bảo toàn một lần nữa. Vào ngày 17 tháng 2 năm 2020 trong tập phim Raw, sau khi Kevin Owens và The Viking Raiders đánh bại Murphy và AOP thông qua luật phạm quy do sự can thiệp của Seth Rollins, Street Profits đã bước ra và hỗ trợ Owens và The Viking Raiders bằng cách tấn công Murphy và AOP, trong khi Rollins chạy trốn và theo dõi từ xa. Sau đó, Street Profits được lên kế hoạch để thử thách Rollins và Murphy cho đai Raw Tag Team Championship tại Super ShowDown, nơi họ không thành công. Vào ngày 2 tháng 3 trong tập phim Raw, Street Profits có dịp tốt trong trận tái đấu "Now or Never", nơi, với sự giúp đỡ của Kevin Owens, họ đã giành được đai WWE Raw Tag Team Championship. Sau đó trong hậu trường, Rollins và Murphy thách thức họ trong trận tái đấu tranh danh hiệu tại Elimination Chamber, nơi The Street Profits bảo toàn đai. Họ tiếp tục bảo toàn đai của họ bằng cách đánh bại Angel Garza và Austin Theory trong đêm hai của WrestleMania 36. Vào ngày 4 tháng 5 trong Raw, họ thua một trận đấu không tranh đai với Viking Raiders. Trong những tuần tiếp theo, Street Profits đấu với Viking Raiders trong một số môn thể thao khác như chơi bóng rổ, ném rìu, golf, bowling và mười môn phối hợp trong loạt cuộc thi "You can do, we can do better" và kết thúc với tỉ số 3-3. Tại Backlash, Street Profits và Viking Raiders được thiết lập một trận đấu, nhưng trận đấu đã không diễn ra do họ tranh cãi bên ngoài trụ sở công ty, bị Akiza Tozawa và một nhóm ninja tấn công, chấm dứt tại một thùng rác. Trong Raw ngày 22 tháng 6, họ bảo toàn đai trước Viking Raiders và chấm dứt mối thù. Sau đó, họ tiếp tục bảo vệ thành công đai trước Andrade và Angel Garza tại SummerSlam và Clash of Champions.
Là một phần của WWE Draft 2020, Dawkins được draft sang thương hiệu SmackDown. Sau đó, họ đổi đai đồng đội Raw cho New Day (Kofi Kingston và Xavier Woods) - được draft sang Raw, để giữ đai đồng đội SmackDown. Điều này khiến Street Profits trở thành đội thứ hai giành được Triple Crown.
Họ bắt đầu mối thù với Dolph Ziggler và Robert Roode. SmackDown ngày 18 tháng 12, Street Profits bảo toàn đai trước Robert Roode và Dolph Ziggler. SmackDown ngày 1 tháng 1, nhóm tổ chức lễ kỷ niệm, và xúc phạm Dolph Ziggler và Robert Roode, dẫn đến nhóm bị Ziggler và Roode  tấn công. Hôm sau, trong Talking Smack, họ thông báo nhóm bảo vệ đai đồng đội SmackDown vào tuần sau trước Ziggler và Roode, và đã thua, kết thúc 88 ngày giữ đai của họ. SmackDown ngày 26 tháng 2, Street Profits đánh bại Sami Zayn và King Corbin trong trận đồng đội. Họ hợp tác cùng Otis và Gable, The Mysterios và The Dirty Dawgs, sau đó bắt đầu bắt đầu các trận đấu giữa các đội. Vào ngày 9 và 16 tháng 4, Street Profits không thành công khi thách đấu tranh đai đồng đội SmackDown trong trận Fatal 4 Way.

### Evolve (2018-2019)
Vào ngày 28 tháng 10 năm 2018, Street Profits có lần xuất hiện đầu tiên của họ tại Evolve 144, giành đai Evolve Tag Team Championship bằng cách đánh bại The Doom Patrol. Họ sẽ bảo vệ đai chống lại những đội được yêu thích như The WorkHorsemen, AR Fox và Leon Ruff, Austin Theory và Harlem Bravado, và The Skulk. Tại Evolve 123, họ để mất đai cho The Unwanted. Vào ngày 16 tháng 9 năm 2019, Street Profits có lần cuối xuất hiện tại Evolve như là một đội tại Evolve 124, đồng đội Velveteen Dream đánh bại The Unwanted trong trận đấu đồng đội sáu người.

## Phương tiện truyền thông khác
Street Profits đã có sự ra mắt của họ như một nhân vật chơi được trong video game WWE 2K19, và một lần nữa xuất hiện trên WWE 2K20.

## Cuộc sống cá nhân
Angelo Dawkins tên khai sinh là Gary Gordon và sinh ngày 24 tháng 7 năm 1990. Đến từ Fairfield, Ohio và đã là một đô vật nghiệp dư tại Harper College. Vào tháng 7 năm 2020, anh công bố mình đã trở thành cha của một cậu bé.
Montez Ford tên khai sinh là Kenneth Crawford và sinh ngày 31 tháng 5 năm 1990. Đến từ Chicago, Illinois và phục vụ trong United States Marine Corps. Ford đã kết hôn với một đô vật chuyên nghiệp Biance Belair, người thi đấu ở NXT, và có hai con trước khi kết hôn.

## Các chức vô địch và danh hiệu
- Pro Wrestling Illustrated
  - Dawkins xếp thứ No.186 trong top 500 đô vật đơn trong PWI 500 năm 2019.
  - Ford xếp thứ No.184 trong top 500 đô vật đơn trong PWI 500 năm 2019.
- Evolve
  - Evolve Tag Team Championship.
- WWE
  - NXT Tag Team Championship (1 lần).
  - WWE Raw Tag Team Championship (1 lần).
  - WWE SmackDown Tag Team Championship (1 lần).
  - Nhà vô địch Tag Team Triple Crown thứ hai trong lịch sử WWE.
  - Slammy Awards (2 lần)
    - Đội đấu của năm (2020).
    - Siêu sao Đột phá của năm (2020).